# Кінтана-Редонда
Кінтана-Редонда (ісп. Quintana Redonda) — муніципалітет в Іспанії, у складі автономної спільноти Кастилія-і-Леон, у провінції Сорія. Населення — 507 осіб (2010).
Муніципалітет розташований на відстані близько 160 км на північний схід від Мадрида, 18 км на південний захід від Сорії.
На території муніципалітету розташовані такі населені пункти: (дані про населення за 2010 рік)
- Ла-Барболья: 2 особи
- Лас-Куевас-де-Сорія: 50 осіб
- Фуентелальдеа: 10 осіб
- Фуентеларболь: 22 особи
- Ісана: 20 осіб
- Лос-Льямосос: 29 осіб
- Монастеріо: 6 осіб
- Кінтана-Редонда: 330 осіб
- Ла-Ревілья-де-Калатаньясор: 6 осіб
- Ла-Сека: 17 осіб
- Вентоса-де-Фуентепінілья: 15 осіб

## Демографія
Динаміка населення (INE ):

## Галерея зображень

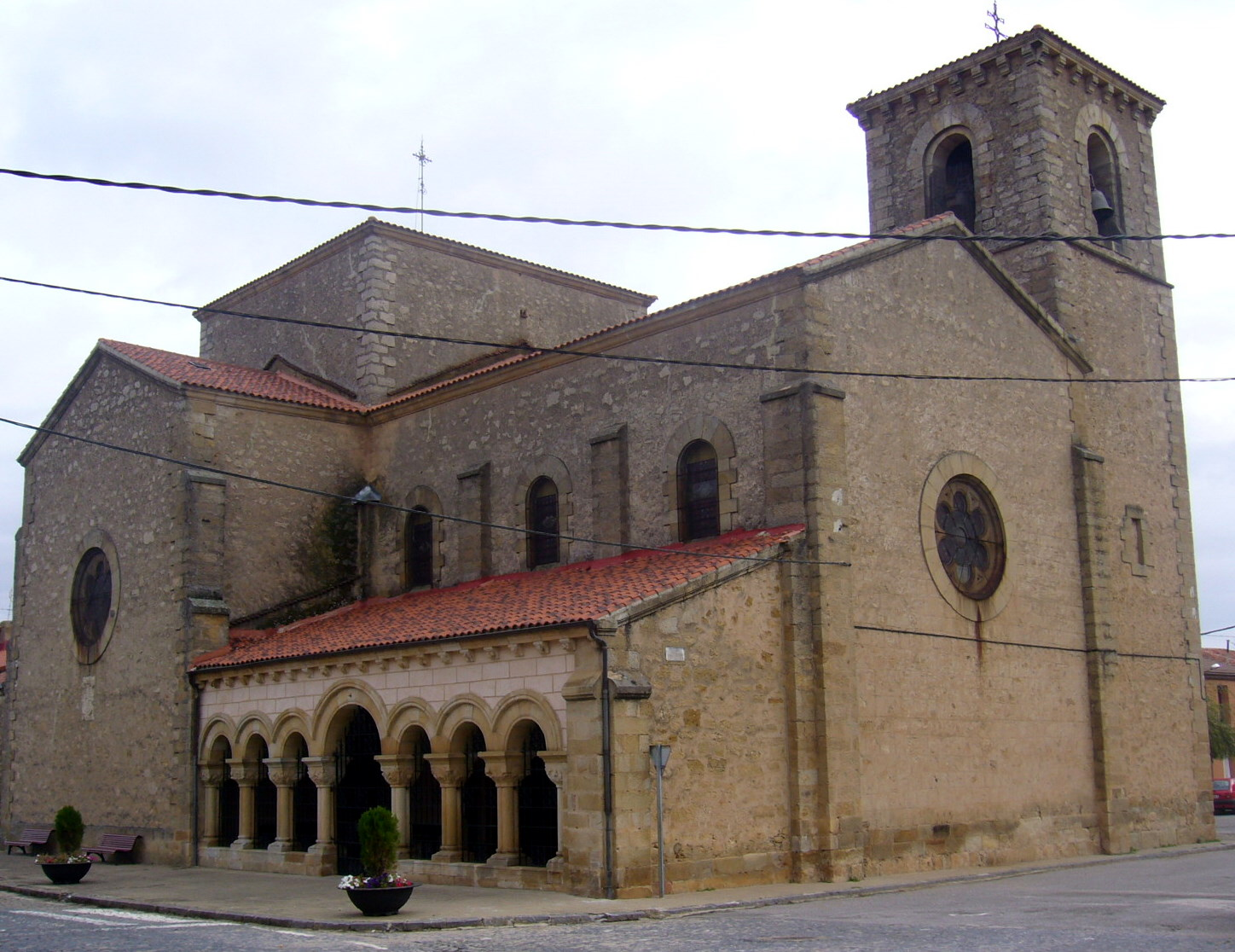
Церква Нуестра-Сеньйора-де-ла-Асунсьйон